# Kleingebiet Sárvár
Das Kleingebiet Sárvár (ungarisch Sárvári kistérség) war bis Ende 2012 eine ungarische Verwaltungseinheit (LAU 1) innerhalb des Komitats Vas in Westtransdanubien. Im Zuge der Verwaltungsreform gelangten Anfang 2013 alle 32 Ortschaften in den nachfolgenden Kreis Sárvár (ungarisch Sárvári járás), der zudem noch um 10 Gemeinden aus dem Kleingebiet Csepreg erweitert wurde.
Ende 2012 lebten auf einer Fläche von 601,98 km² 35.721 Einwohner. Das zweitbevölkerungsreichste Kleingebiet lag mit einer Bevölkerungsdichte von 59 Einwohnern/km² unter dem Komitatsdurchschnitt.
Der Verwaltungssitz befand sich in Sárvár (14.812). Die Stadt Répcelak war mit 2.659 Einwohnern die zweitbevölkerungsreichste Ortschaft im Kleingebiet. Die restlichen 30 Gemeinden hatten durchschnittlich 608 Einwohner.

## Ortschaften
| Bejcgyertyános | Bögöt      | Bögöte          | Csánig         | Csénye      |
| Gérce          | Hegyfalu   | Hosszúpereszteg | Ikervár        | Jákfa       |
| Káld           | Kenéz      | Megyehíd        | Meggyeskovácsi | Nick        |
| Nyőgér         | Ölbő       | Pecöl           | Porpác         | Pósfa       |
| Rábapaty       | Répcelak   | Sárvár          | Sitke          | Sótony      |
| Szeleste       | Uraiújfalu | Vámoscsalád     | Vásárosmiske   | Vasegerszeg |
| Vashosszúfalu  | Zsédeny    |                 |                |             |

Am 26. September 2007 wechselte die Ortschaft Hegyfalu aus dem Kleingebiet Csepreg hierher.